# Hadi Puralidżan
Hadi Puralidżan (pers. هادی پورعلیجان; ur. 27 lutego 1983) – irański zapaśnik w stylu wolnym. Brązowy medal na mistrzostwach Azji w 2006. Czwarty w Pucharze Świata w 2005. Najlepszy w Pucharze Azji w 2003. Mistrz świata juniorów z 2003 roku.